# Rockhaus

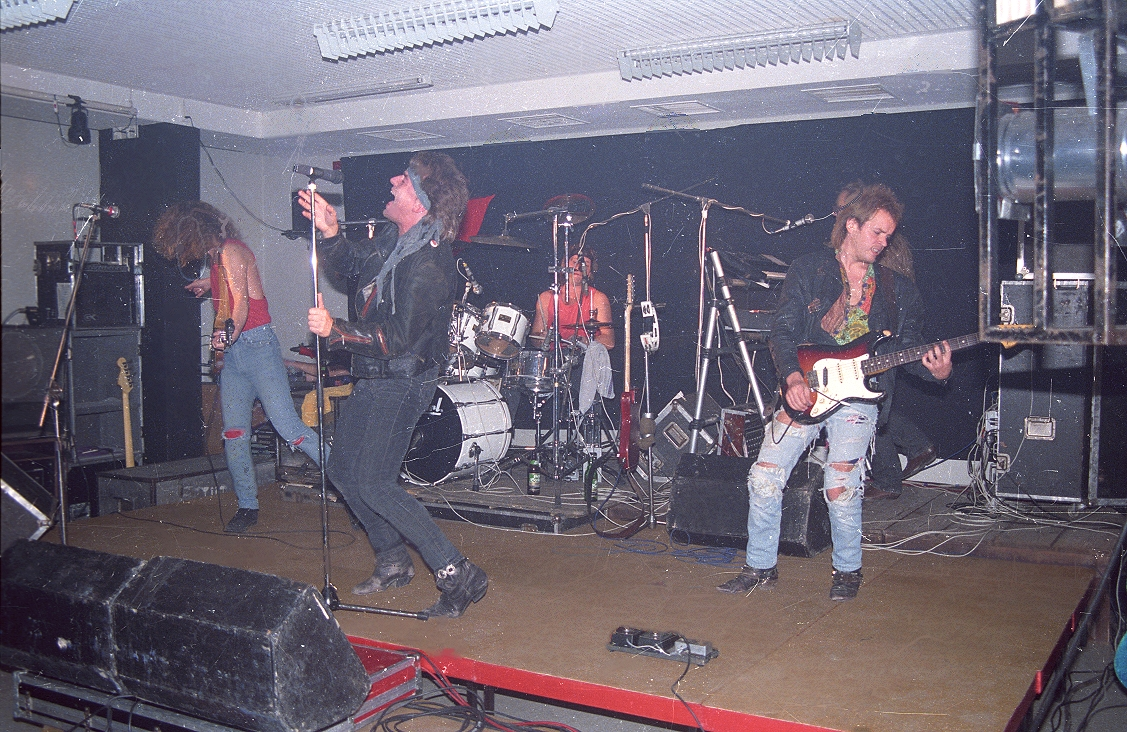
Rockhaus 1989 in Zepernick

Rockhaus ist eine deutsche Rockband und eine der (ost-)deutschen Vertreterinnen der Neuen Deutschen Welle und des New Wave. In den 1980er Jahren gehörte sie zu den beliebtesten Rockbands in der DDR. In der ewigen Wertung der Jahreshitparade der DDR (seit 1972) erreichen sie Platz 2, direkt nach den Puhdys und dicht gefolgt von Lift bei den Nummer-eins-Hits.

## Geschichte
1978 wurde die Gruppe aus zwei Schulbands gegründet. Ihr Einstieg in die DDR-Rockszene gelang 1981.
Musikalisch war sie sehr am New Wave und am Funk orientiert und entwickelte sich später zu geradliniger Rockmusik weiter. Ihre Texte orientierten sich stark am Zeit- und Musikgefühl der damaligen DDR-Jugend und fanden dort daher großen Anklang.
Die ersten Produktionen stießen auf so viel Zuspruch, dass schon 1983 sowohl die erste Single als auch die erste LP namens Bonbons und Schokolade bei Amiga erschienen. Disco in der U-Bahn von dieser LP war laut Musikwissenschaftler Michael Rauhut der erste deutsche Hip-Hop-Song. Das 1985 erschienene Album Alles klar? beinhaltete ebenfalls einige erfolgreichere Songs. Auf der 1988 erschienenen LP I.L.D. präsentierte sich die Band musikalisch reifer. Im gleichen Jahr wurde Rockhaus zur Band des Jahres gekürt. Der Titelsong Ich liebe Dich wurde 1988 zum Nummer-eins-Hit in der DDR-Jahreshitparade. 1989 schaffte es der Song Mich zu lieben – gleichfalls vom I.L.D.-Album – ebenfalls an die Hitparadenspitze.
Nach der Wende produzierte die Band noch zwei Alben, von denen vor allem Gnadenlose Träume recht erfolgreich war. Von Herbst 1994 bis 1996 war Acki Noack Sänger von Rockhaus. 1998 löste sich die Band wegen interner Schwierigkeiten schließlich auf. Mike Kilian, der Sänger der Gruppe, arbeitete fortan als Solokünstler weiter. 2005 suchte die Band Die Prinzen eine Vorband für ihre Tournee. Tobias Künzel überredete die Band zu einem Comeback. Rockhaus tourte in Folge als Vorgruppe der Prinzen. Der Erfolg der Tour weckte die Lust der Band, wieder zusammen auf der Bühne zu stehen. 2006 gingen sie auf eine eigene Ostdeutschlandtour, wobei die Gruppe auf gute Publikumresonanz stieß. Während dieser Tour ließ Rockhaus eine Live-DVD produzieren, die 2009 unter dem Namen Rockhaus – Danke erschien.
2006 wurde die aus dem Jahr 1988 stammende LP I.L.D. neu gemastert und als CD veröffentlicht. Als Gastmusiker wirkten dabei Jürgen Ehle von Pankow, Uwe Haßbecker und Rüdiger Barton von Silly mit. Petereit und Mohren produzierten diese LP zusammen mit Jürgen Ehle.
Im Jahr 2009 erschien die CD Positiv und anschließend gingen sie auf Tournee.
2010 erschien die DVD-Edition Ost-Rock Klassik, auf der zahlreiche „Ostbands“ wie Karat, Pankow, Eisbrenner, Electra, Silly, Renft, City und Puhdys zusammen mit dem Deutschen Filmorchester Babelsberg auftraten. Auf dieser Live-DVD, die am 11. September 2010 in der Berliner Kindl-Bühne Wuhlheide aufgenommen worden war, ist Rockhaus mit Mich zu lieben, Bleib cool und I.L.D vertreten. Im Booklet wird Ingo York unter seinem früheren Namen Ingo Griese als Mitkomponist erwähnt.
Anfang des Jahres 2011 begann Rockhaus mit der Produktion ihres neuen Albums Treibstoff. Dieses Album wurde im Studio von Rainer Oleak eingespielt, den sie auch als Produzenten der CD verpflichten konnten. Treibstoff erschien am 3. Februar 2012, gleichzeitig ging die Band auf eine Tournee in 17 ostdeutsche Städte.
Am 22. November 2016 gab die Band bekannt, dass Mohren schwer erkrankt sei; am 31. Januar 2017 starb Mohren.
Mike Kilian spielt neben seiner Beschäftigung als Sänger von Rockhaus unter anderem noch in einer eigenen Rolling-Stones-Coverband Starfucker und in der Band Final Stap u. a. mit Tobias Künzel. Darüber hinaus produzierte er einige Soloalben. Er war außerdem an der DDR-Gruppe Gitarreros beteiligt, in der er neben Herbert Dreilich (Karat), Tamara Danz (Silly) und Toni Krahl (City) als Sänger mitwirkte.

## Besetzung
- Mike Kilian (Gitarre, Gesang) (bis 1994, 1996–1998, ab 2005)
- Reinhard Reini Petereit (Herr Petereit) (Gitarre, Gesang)
- Michael HeinzAngel Haberstroh (Schlagzeug, Gesang)
- Ingo York (Bassgitarre, Gesang) (bis 1987, dann zu Pankow; 2010 als Gast)
- Reinhardt Maxs Repke (Bassgitarre) (ab 1988, von Reform)
- Carsten Beathoven Mohren (Keyboard) (1988–2017, von Wir)
- Acki Ackumulator Noack (Gesang) (1994–1996)

## Diskografie

### Alben
- 1983: Bonbons und Schokolade (Amiga)
- 1985: Alles klar..? (Amiga)
- 1988: I.L.D (Amiga), 1994 auch als CD bei Edel Records, 2006 als CD bei Buschfunk
- 1990: Gnadenlose Träume
- 1995: Wunderbar
- 1996: The Best
- 2009: I.l.d. (30 Jahre Rockhaus)
- 2009: Positiv
- 2012: Treibstoff
- 2015: Therapie
- 2016: Therapie – Live in Berlin, limitiertes Album, (Killingkilian Records/Buschfunk)
- 2019: Tempozoo (LP u. CD)
- 2024: Akustik Zoo (akustisch) (2LP u. CD)

### Singles
- 1983: Disco in der U-Bahn / Die neue Lehrerin
- 1984: Alles klar / Vergiß mich
- 1987: Träume, Träume / Gefühle / Bleib cool / Ohne dich
- 1990: Wohin / Rudi, Rudi[2]
- 1996: Du hast den Farbfilm vergessen / Eis

### Videoalben
- 2009: Rockhaus – Danke! 30 Jahre live
- 2017: Rockhaus – Live in Berlin (letztes Konzert mit Carsten Mohren)